# Zapadno-melanezijska brazda
Zapadno-melanezijska brazda (ranije poznata i kao Manusova brazda) oceanski je jarak u Bismarckovom moru sjeverno od Papue Nove Gvineje koji ocrtava tektonsku granicu između Karolinske i Sjeverne Bismarckove ploče.
Brazda Kilinailai istočno od Nove Irske tvori nastavak Manusove brazde i smatra se da označava granicu između Tihooceanske i Sjeverne Bismarckove ploče. Međutim, sporno je kreće li se Karolinska ploča neovisno o Pacifičkoj ploči. Ako ne, te dvije brazde zajedno tvore granicu između Tihooceanske i Sjeverne Bismarckove ploče.
Duž obaju tih rovova postoji vrlo umjerena seizmička aktivnost, a njihov je status aktivne zone subdukcije sporan. Smatra se da relativno kretanje te brazde iznosi 0,39 mm/godini ili manje, u smjeru otprilike okomito na brazdu.
Okomito na dva rova nalazi se još brazda Mussau, koja odvaja Karolinsku ploču i Tihooceansku ploču.